# Family (Band)/Diskografie
Diese Diskografie ist eine Übersicht über die musikalischen Werke der britischen Rockband Family.

## Alben

### Studioalben
| Jahr | Titel                   | Höchstplatzierung, Gesamtwochen, AuszeichnungChartplatzierungen (Jahr, Titel, Platzierungen, Wochen, Auszeichnungen, Anmerkungen) | Höchstplatzierung, Gesamtwochen, AuszeichnungChartplatzierungen (Jahr, Titel, Platzierungen, Wochen, Auszeichnungen, Anmerkungen) | Anmerkungen |
| Jahr | Titel                   | UK | US | Anmerkungen |
| ---- | ----------------------- | --- | --- | ----------- |
| 1968 | Music in a Doll’s House | UK35 (3 Wo.)UK | — |             |
| 1969 | Family Entertainment    | UK6 (2 Wo.)UK | — |             |
| 1970 | A Song for Me           | UK4 (13 Wo.)UK | — |             |
| 1970 | Anyway                  | UK7 (8 Wo.)UK | — |             |
| 1971 | Fearless                | UK14 (2 Wo.)UK | US177 (7 Wo.)US |             |
| 1972 | Bandstand               | UK15 (10 Wo.)UK | US183 (5 Wo.)US |             |
| 1973 | It’s Only a Movie       | UK30 (3 Wo.)UK | — |             |

### Livealben
- 1988: Peel Sessions
- 1991: BBC Radio One Live In Concert (aufgenommen 1973)
- 2003: Family Live
- 2004: BBC Volume 1: 1968–1969
- 2004: BBC Volume 2: 1971–1973
- 2009: BBC Volume 3: 1970

### Kompilationen
- 1971: Old Songs New Songs (Remixe)
- 1974: Best Of Family
- 1981: Rise – Best Of Family
- 1981: From Past Archives
- 1990: The Family
- 1992: A’s & B’s
- 1993: Best Of Family
- 2000: A Family Selection – The Best of Family (2CD)
- 2002: Best of Family & Friends (CD + Videoalbum)
- 2004: The Very Best of Roger Chapman and Family (2CD)
- 2007: In Their Own Time (2CD)
- 2010: Strange Band – The Best Of Family (2CD)
- 2013: Once Upon a Time (auf 2000 Exemplare limitiertes 14-CD-Box-Set)
- 2013: Family History (2CD)
- 2018: Family At The BBC (7CDs + 1-DVD-Box-Set)

## Singles
| Jahr | Titel Album      | Höchstplatzierung, Gesamtwochen, AuszeichnungChartsChartplatzierungen (Jahr, Titel, Album, Platzierungen, Wochen, Auszeichnungen, Anmerkungen) | Anmerkungen |
| Jahr | Titel Album      | UK | Anmerkungen |
| ---- | ---------------- | --- | ----------- |
| 1969 | No Mule’s Fool – | UK29 (7 Wo.)UK |             |
| 1970 | Strange Band –   | UK11 (12 Wo.)UK |             |
| 1971 | In My Own Time – | UK4 (13 Wo.)UK |             |
| 1972 | Burlesque –      | UK13 (12 Wo.)UK |             |

## Statistik

### Chartauswertung
|                     | UK    | US    |
| ------------------- | ----- | ----- |
| Nummer-eins-Alben   | UK—UK | US—US |
| Top-10-Alben        | UK3UK | US—US |
| Alben in den Charts | UK7UK | US2US |

|                       | UK    |
| --------------------- | ----- |
| Nummer-eins-Singles   | UK—UK |
| Top-10-Singles        | UK1UK |
| Singles in den Charts | UK4UK |